# Сергачёв, Николай Матвеевич
Николай Матвеевич Сергачёв — советский хозяйственный, государственный и политический деятель, Герой Социалистического Труда.

## Биография
Родился в 1934 году в Липецкой области. Член КПСС.
С 1950 года — на хозяйственной, общественной и политической работе. В 1950—2003 гг. — ученик монтажника в Главмосстрое, строитель-монтажник, бригадир комплексной бригады строительного управления № 48 треста «Мосстрой» № 17 Главмосстроя Мосгорисполкома, председатель профкома, советник генерального директора треста «Мосстрой-48».
Указом Президиума Верховного Совета СССР от 11 марта 1974 года присвоено звание Героя Социалистического Труда с вручением ордена Ленина и золотой медали «Серп и Молот».
Делегат XXV съезда КПСС.
Умер в Москве в 2003 году.